# アンドレア・ベロッティ
アンドレア・ベロッティ（Andrea Belotti, 1993年12月20日 - ）は、イタリア・カルチナーテ出身のサッカー選手。イタリア代表。SLベンフィカ所属。ポジションはフォワード。

## 経歴

### クラブ
UCアルビーノレッフェのユースチームで育ち、2012年にトップチームへ昇格。
2013年にUSチッタ・ディ・パレルモへ移籍。1年目の2013-14シーズンはセリエBで24試合に出場し、10得点を挙げてチームのセリエB優勝に貢献した。
2015年8月に移籍金750万ユーロでトリノFCへ移籍した。2016-17シーズンは飛躍の年となり、セリエA得点ランキング3位となる26得点を挙げた。
2021-22シーズン終了後は、契約満了でトリノを退団しフリーとなったが、8月29日にASローマへ加入することが発表された。契約期間は1年だが、一定の条件により契約を2年延長するオプションが付帯する。
2023年8月20日、シーズン開幕戦のサレルニターナ戦で移籍後リーグ戦初ゴールを含む2ゴールを挙げた。
2024年2月1日、ACFフィオレンティーナにシーズン終了までのレンタルで移籍した。
2024年6月26日、コモ1907に完全移籍することが発表された。
2025年2月3日、SLベンフィカにレンタル移籍した。

### 代表
年代別のイタリア代表に選ばれており、2015年にイタリアU-21代表としてUEFA U-21欧州選手権に出場している。
2016年9月1日に行われたフランスとの親善試合でA代表デビュー。同年10月9日のワールドカップ予選・マケドニア戦で代表初得点を挙げた。

## タイトル

### クラブ
USチッタ・ディ・パレルモ
- セリエB : 1回 (2013-14)

### 代表
イタリア代表
- UEFA欧州選手権：1回 (2021)

## 代表歴

### 出場大会
- U-21イタリア代表
  - 2015年 - UEFA U-21欧州選手権2015

### 試合数
- 国際Aマッチ 18試合 5得点 (2016年 -　)

| イタリア代表 | 国際Aマッチ | 国際Aマッチ |
| 年           | 出場        | 得点        |
| ------------ | ----------- | ----------- |
| 2016         | 5           | 3           |
| 2017         | 8           | 1           |
| 2018         | 5           | 1           |
| 通算         | 18          | 5           |

### ゴール
| #  | 開催年月日     | 開催地           | 対戦国             | スコア | 結果 | 試合概要                                |
| -- | -------------- | ---------------- | ------------------ | ------ | ---- | --------------------------------------- |
| 1. | 2016年10月10日 | スコピエ         | 北マケドニア       | 0–1    | 2–3  | 2018 FIFAワールドカップ・ヨーロッパ予選 |
| 2. | 2016年11月12日 | ファドゥーツ     | リヒテンシュタイン | 0–1    | 0–4  | 2018 FIFAワールドカップ・ヨーロッパ予選 |
| 3. | 2016年11月12日 | ファドゥーツ     | リヒテンシュタイン | 0–4    | 0–4  | 2018 FIFAワールドカップ・ヨーロッパ予選 |
| 4. | 2017年6月11日  | ウーディネ       | リヒテンシュタイン | 2–0    | 5–0  | 2018 FIFAワールドカップ・ヨーロッパ予選 |
| 5. | 2018年5月28日  | ザンクト・ガレン | サウジアラビア     | 2–0    | 2–1  | 親善試合                                |